# David Day
Pour les articles homonymes, voir Day.
David Day (né en 1947) est un écrivain canadien principalement connu pour ses ouvrages sur l'œuvre de l'écrivain britannique John Ronald Reuel Tolkien, parmi lesquels Créatures de Tolkien (A Tolkien Bestiary, 1979), Tolkien, l'encyclopédie illustrée (Tolkien: The Illustrated Encyclopedia, 1992), L'Anneau de Tolkien (Tolkien's Ring, 1994) ou Les forces du mal de Tolkien (Tolkien's forces of evil, 2022)

## Critique
Les livres de David Day sont largement critiqués pour leurs inexactitudes et leurs interprétations erronées de la mythologie de J.R.R. Tolkien,,.